# Jaydon Hibbert
Jaydon Hibbert, född 17 januari 2005, är en jamaicansk friidrottare som tävlar i tresteg.

## Karriär
Hibbert tog guld vid U20 världsmästerskapen i tresteg år 2022.